# Aglaia rivularis
Aglaia rivularis är en tvåhjärtbladig växtart som beskrevs av Merrill. Aglaia rivularis ingår i släktet Aglaia och familjen Meliaceae. Inga underarter finns listade i Catalogue of Life.